# Rafael Silva (lutador)
Rafael Silva (Lages, 20 de março de 1985) é um lutador brasileiro de artes marciais mistas, atualmente compete no peso-galo do Bellator MMA, onde ganhou o Torneio de Galos da Temporada de Verão de 2013.

## Carreira no MMA

### Começo da carreira
Silva fez sua estreia profissional no MMA em Junho de 2005. Após ter 2-2 em suas primeiras quatro lutas, ele manteve o recorde impressionante de 18 vitórias e apenas 1 derrota de 2009 a 2012. Entre elas, uma vitória notável sobre o lutador do UFC John Lineker.
Um veterano de longa data no circuito nacional brasileiro, Silva lutou por várias promoções - incluindo World Fighting Combat, Sparta MMA, Octagon MMA, Connect Fight Night, Energy Force, e Nitrix Champion Fight - antes de fazer sua estreia norte-americana.

### Bellator MMA
Em Junho de 2012, foi anunciado que Silva havia assinado com o Bellator MMA, apesar de ele estrear só um ano depois.
Silva entrou como participante da Torneio de Galos da Temporada de Verão de 2013. Ele enfrentou Rodrigo Lima na semifinal no Bellator 97 e venceu a luta por finalização no terceiro round. A final foram adiadas até o segundo semestre de 2013 e ele eventualmente enfrentou Anthony Leone no Bellator 102. Ele venceu a luta por uma dominante decisão unânime para ganhar a chance pelo título.
Silva era esperado para enfrentar o Campeão Peso Galo do Bellator Eduardo Dantas no Bellator 111. Porém, uma lesão o tirou da luta, sendo assim substituído por Anthony Leone.
Silva enfrentou Joe Warren em 2 de Maio de 2014 no Bellator 118 pelo Cinturão Peso Galo Interino do Bellator, já que o campeão Eduardo Dantas sofreu uma lesão e ficará um tempo parado. Apesar de começar bem, Silva perdeu por decisão unânime.
Ele enfrentou Rob Emerson em 3 de Outubro de 2014 no Bellator 127 e venceu por decisão unânime.
Rafael enfrentou o invicto Darrion Caldwell em 15 de Maio de 2015 no Bellator 137 e foi derrotado por decisão unânime.

## Campeonatos e realizações
- Bellator MMA
  - Vencedor do Torneio de Galos da Temporada de Verão de 2013

## Cartel no MMA
| Cartel no MMA   |             |            |
| 27 lutas        | 22 vitórias | 5 derrotas |
| Por nocaute     | 8           | 1          |
| Por finalização | 9           | 1          |
| Por decisão     | 5           | 3          |

| Res.    | Cartel | Oponente                | Método                           | Evento                           | Data       | Round | Tempo | Local                              | Notas                                                        |
| ------- | ------ | ----------------------- | -------------------------------- | -------------------------------- | ---------- | ----- | ----- | ---------------------------------- | ------------------------------------------------------------ |
| Derrota | 22-5   | Darrion Caldwell        | Decisão (unânime)                | Bellator 137                     | 15/05/2015 | 3     | 5:00  | Temecula, California               |                                                              |
| Vitória | 22-4   | Rob Emerson             | Decisão (unânime)                | Bellator 127                     | 03/10/2014 | 3     | 5:00  | Temecula, California               |                                                              |
| Derrota | 21-4   | Joe Warren              | Decisão (unânime)                | Bellator 118                     | 02/05/2014 | 5     | 5:00  | Atlantic City, New Jersey          | Pelo Cinturão Peso Galo Interino do Bellator.                |
| Vitória | 21–3   | Anthony Leone           | Decisão (unânime)                | Bellator 102                     | 04/10/2013 | 3     | 5:00  | Visalia, California                | Final do Torneio de Galos da Temporada de Verão de 2013.     |
| Vitória | 20–3   | Rodrigo Lima            | Finalização (mata leão)          | Bellator 97                      | 31/07/2013 | 3     | 2:03  | Rio Rancho, New Mexico             | Semifinal do Torneio de Galos da Temporada de Verão de 2013. |
| Vitória | 19–3   | Fabio Selim             | Finalização (mata leão)          | Sparta MMA                       | 29/09/2012 | 3     | 3:01  | Itajaí, Santa Catarina             |                                                              |
| Vitória | 18–3   | Luciano Aranha          | Nocaute Técnico (socos)          | Connect Fight Night 2            | 17/07/2012 | 1     | 1:56  | Biguaçu, Santa Catarina            |                                                              |
| Vitória | 17–3   | Mauricio da Silva       | Nocaute (chute na cabeça)        | Energy Force                     | 19/05/2012 | 1     | 0:07  | Navegantes, Santa Catarina         |                                                              |
| Vitória | 16–3   | Saulo Silva             | Nocaute (superman punch)         | Connect Fight Night 1            | 31/03/2012 | 1     | 1:15  | Balneário Camboriú, Santa Catarina |                                                              |
| Vitória | 15–3   | Diego D'Avila           | Nocaute Técnico (socos)          | Nitrix Champion Fight 10         | 11/02/2012 | 1     | N/A   | Camboriú, Santa Catarina           |                                                              |
| Vitória | 14–3   | Wagner Noronha          | Decisão (dividida)               | Apocalypse Fighting Championship | 08/10/2011 | 3     | 5:00  | Passo Fundo, Rio Grande do Sul     |                                                              |
| Vitória | 13–3   | Fernando Giacometti     | Nocaute Técnico (cotoveladas)    | Octagon MMA                      | 01/10/2011 | 1     | 1:04  | Itajaí, Santa Catarina             |                                                              |
| Vitória | 12–3   | Tiago Silva             | Nocaute (soco)                   | Octagon MMA                      | 01/10/2011 | 1     | 0:52  | Itajaí, Santa Catarina             |                                                              |
| Vitória | 11–3   | Jonatan Feitosa         | Finalização (mata leão)          | Centurion Mixed Martial Arts 2   | 09/07/2011 | 3     | 2:42  | Itajaí, Santa Catarina             |                                                              |
| Vitória | 10–3   | Ozeias Costa            | Decisão (unânime)                | Full Heroes Battle 4             | 25/06/2011 | 3     | 5:00  | Paranaguá, Paraná                  |                                                              |
| Vitória | 9–3    | Rogerio Goncalves Menna | Finalização (triângulo de braço) | World Fighting Combat: Pretorian | 11/06/2011 | 1     | 2:46  | Pelotas, Rio Grande do Sul         |                                                              |
| Derrota | 8–3    | Diego D'Avila           | Finalização (chave de braço)     | Nitrix Champion Fight 6          | 19/02/2011 | 1     | 4:33  | Brusque, Santa Catarina            |                                                              |
| Vitória | 8-2    | Erikson Lima            | Finalização (mata leão)          | Centurion Mixed Martial Arts     | 15/01/2011 | 1     | 1:38  | Balneário Camboriú, Santa Catarina |                                                              |
| Vitória | 7-2    | Fabio Nunes             | Finalização (kimura)             | Colizeu Fight Championship       | 20/11/2010 | 1     | 1:02  | Joaçaba, Santa Catarina            |                                                              |
| Vitória | 6-2    | Edson da Silva          | Finalização (triângulo)          | Black Trunk Fight 1              | 14/08/2010 | 1     | N/A   | Florianópolis, Santa Catarina      |                                                              |
| Vitória | 5-2    | Joilson Costelinha      | Finalização (chave de braço)     | Nitrix Champion Fight 5          | 15/05/2010 | 1     | 4:53  | Balneário Camboriú, Santa Catarina |                                                              |
| Vitória | 4-2    | David Bad Boy           | Finalização (mata leão)          | Nitrix Show Fight 4              | 06/02/2010 | 1     | 4:40  | Balneário Camboriú, Santa Catarina |                                                              |
| Vitória | 3-2    | John Lineker            | Decisão (unânime)                | Warrior's Challenge 4            | 30/12/2009 | 3     | 5:00  | Porto Belo, Santa Catarina         |                                                              |
| Vitória | 2-2    | Wagner Mexicano         | Nocaute Técnico (desistência)    | Nitrix Show Fight 3              | 14/11/2009 | 2     | N/A   | Itajaí, Santa Catarina             |                                                              |
| Derrota | 1-2    | Alessandro Cordeiro     | Nocaute Técnico (socos)          | Nitrix Show Fight 2              | 16/05/2009 | 2     | N/A   | Joinville, Santa Catarina          |                                                              |
| Derrota | 1-1    | Marcio Furlin           | Decisão (dividida)               | Floripa Fight 2                  | 29/04/2006 | 3     | 5:00  | Florianópolis, Santa Catarina      |                                                              |
| Vitória | 1-0    | Wallid Wallid           | Nocaute Técnico (socos)          | X-treme Combat                   | 05/06/2005 | 1     | 2:36  | Brasil                             |                                                              |